# جانا تسکه
جانا تسکه (انگلیسی: Jana Teschke؛ زادهٔ ۲۲ سپتامبر ۱۹۹۰) بازیکن هاکی روی چمن اهل آلمان است.